# Örményi László
Örményi László (Budapest, 1953. március 23. – 2019. november 6.) magyar orvos,  programmenedzser, tanácsadó. 1990 és 1994 között Dunakeszi polgármestere.

## Családja
1977-ben házasságot kötött (dr. Gürtler, Frauke), lánya, Éva 1980-ban, fia, László Erik 1986-ban született.

## Felsőfokú tanulmányai
1975–1981 Semmelweis Orvostudományi Egyetem, Általános Orvostudományi Kar

## Életútja
Örményi László 1970-ben ofszet gépmesterként kezdett dolgozni az Athenaeum Nyomdánál, majd 1972-ben műtős lett a Heim Pál gyermekkórházban. Ezt követően, 1975 és 1981 között egyetemre járt, ahol orvosi diplomát szerzett. Az egyetem elvégzését követően, 1981-ben a MÁV TEK dunakeszi részlegénél kezdett dolgozni vasúti üzemorvosként. 1985-ben Dunakeszin körzeti orvosi megbízást vállalt, majd 1990-ben indult az önkormányzati választásokon, ahol képviselői helyet, majd polgármesteri címet nyert. A ciklus ideje alatt a PHARE-projekt állandó bizottsági tagja, a Kisvárosi Önkormányzatok Országos Érdekszövetségének elnökségi tagja, továbbá az Európai Régiók és Önkormányzatok Tanácsának állandó tagja volt. Polgármesteri és önkormányzati képviselői mandátumának kitöltését követően egyéni vállalkozóként és menedzserként tanácsadói és számítógépes alkalmazások fejlesztői munkát vállalt. 1995-ben a Teleház-projekt megvalósításában vállalt részt, ahol a pályázati rendszer kidolgozása, a beérkezett pályázatok értékelése, továbbá a pályázatok megvalósításának ellenőrzése volt a feladata. 2001-ben a budapesti MÁV kórház osztályos orvosa és minősített auditora lett. Ezt követően a szintén budapesti Bajcsy-Zsilinszky Kórházban vállalt orvosi munkát, majd Tatárszentgyörgyön lett háziorvos. 2012-ben Németországba ment, ahol egy nagyvárosi dialízisközpontban dolgozott. 2015-ben nyugdíjba vonult.

## Díjai, elismerései
- 1994 Dunakeszi város díszpolgára

## Főbb műve
- Gáspár Mátyás, Wesselényi Andrea, dr. Örményi László et al.: Teleházak és távmunka Magyarországon. Budapest, Teleház Kht., 1999.